# Ariary
Ariary (MA - Ariary malgache) är den valuta som används i Madagaskar utanför Afrikas östra kust. Valutakoden är MGA. 1 Ariary = 5 iraimbilanja vilket gör Ariary till en av endast två valutor i världen som inte använder 10 som bas vid delning i mindre enheter. Den andra är ouguiya i Mauretanien.
Beslutet om att införa valutan togs den 31 juli 2003, och ersatte vid det officiella införandet den 1 januari 2005 den tidigare madagaskiska francen. Vid det senaste bytet var omvandlingen 1 MGA = 5 franc.
1 svensk krona är lika med ca 238 ariary.
Valörer på mynt och sedlar har länge angivits i både ariary och madagaskisk franc. Tidigare stod valören i franc med större stil, men numera anges ariary med den större stilen.

## Användning
Valutan ges ut av Banque Centrale de Madagascar / Banky Foiben'i Madagasikara - BCM som grundades 1925, ombildades 1963 och har huvudkontoret i Antananarivo.

## Valörer
- mynt: 1, 2, 4, 5, 10, 20, 50 och 100 Ariary
- underenhet: 1 (iraimbilanja) och 2 (venty sy Kirobo)
- sedlar: 100, 200, 500, 1000, 5000 och 10.000 MGA